# Cruz Blanca Número Uno
Cruz Blanca Número Uno är en ort i Mexiko.   Den ligger i kommunen Cazones de Herrera och delstaten Veracruz, i den sydöstra delen av landet, 230 km nordost om huvudstaden Mexico City. Cruz Blanca Número Uno ligger 41 meter över havet och antalet invånare är 960.
Terrängen runt Cruz Blanca Número Uno är platt. Runt Cruz Blanca Número Uno är det ganska tätbefolkat, med 179 invånare per kvadratkilometer. Närmaste större samhälle är Cazones de Herrera, 7,8 km norr om Cruz Blanca Número Uno. Trakten runt Cruz Blanca Número Uno består till största delen av jordbruksmark.